# Зала на славата на Impact Wrestling
Залата на славата на Impact Wrestling почита професионални кечисти и личности.
Създадена е и поддържана от компанията Impact Wrestling в Нашвил, щата Тенеси, САЩ. Представена като Зала на славата на TNA през 2012 г., тя се преименува на Зала на славата на Impact Wrestling през 2017 г. след като TNA си променя името. Членовете обикновено се обявяват на Slammiversary или на Impact!, а церемонията се провежда преди Bound for Glory, с изнасяне на реч на Bound for Glory.
Тя е официално установена на 31 май 2012 г. в епизода на водещото телевизионно шоу тогава на TNA Impact Wrestling. Както е обяснено от президента на TNA Дикси Картър в официалното прессъобщение, Залата на славата е създадена като част от честването на 10-годишнината на TNA и като начин да се почетат онези, които са допринесли за историята на TNA.
Към 2019 г. общо осем души са включени – 6 поотделно и един отбор. Има и съдия сред включените.

## Членове

### Индивидуално
| Година |  | Име (Рождено име)      | Отличия признати от Impact Wrestling |
| ------ |  | ---------------------- | --- |
| 2012   |  | Стинг (Стив Бордън)    | 1 път NWA Световен шампион в тежка категория, 4 пъти TNA Световен шампион в тежка категория и 1 път TNA Световен отборен шампион                                                             |
| 2013   |  | Кърт Енгъл             | 1 път IWGP Световен шампион, 6 пъти TNA Световен шампион в тежка категория, 1 път Шампион на X дивизията, 2 пъти TNA Световен отборен шампион и 2 пъти Крал на планината (2007, 2009)        |
| 2015   |  | Джеф Джарет            | Създател на TNA, 2 пъти AAA Световен шампион в тежка категория, 6 пъти NWA Световен шампион в тежка категория, 1 път шампион Крал на планината и 3 пъти Крал на планината (2004, 2006, 2015) |
| 2015   |  | Ърл Хебнър             | Главен съдия на TNA между 2006 – 2017 |
| 2016   |  | Гейл Ким               | Първа и 7 пъти TNA Нокаут шампионка, 1 път TNA Нокаут отборна шампионка и 1 път Кралица на жените (2013)                                                                                     |
| 2018   |  | Абис (Кристофър Паркс) | 1 път NWA Световен шампион в тежка категория, 2 пъти TNA Телевизионен шампион, 1 път Шампион на X дивизията, 2 пъти TNA Световен отборен шампион, 1 път NWA Световен отборен шампион         |

### Отборно
| Година | | Отбор    | Отличия признати от Impact Wrestling |
| ------ | --- | -------- | --- |
| 2014   | | Отбор 3D | 1 път NWA Световни отборни шампиони, 2 пъти TNA Световни отборни шампиони, 2 пъти IWGP отборни шампиони и признати от Impact Wrestling за 23-кратни Световни отборни шампиони общо |
| 2014   | Бъли Рей (Марк ЛоМонако) – 2 пъти TNA Световен шампион в тежка категория Дивон (Дивон Хюс) – 2 пъти TNA Телевизионен шампион |          | |